# Emmakerk (Raamsdonksveer)

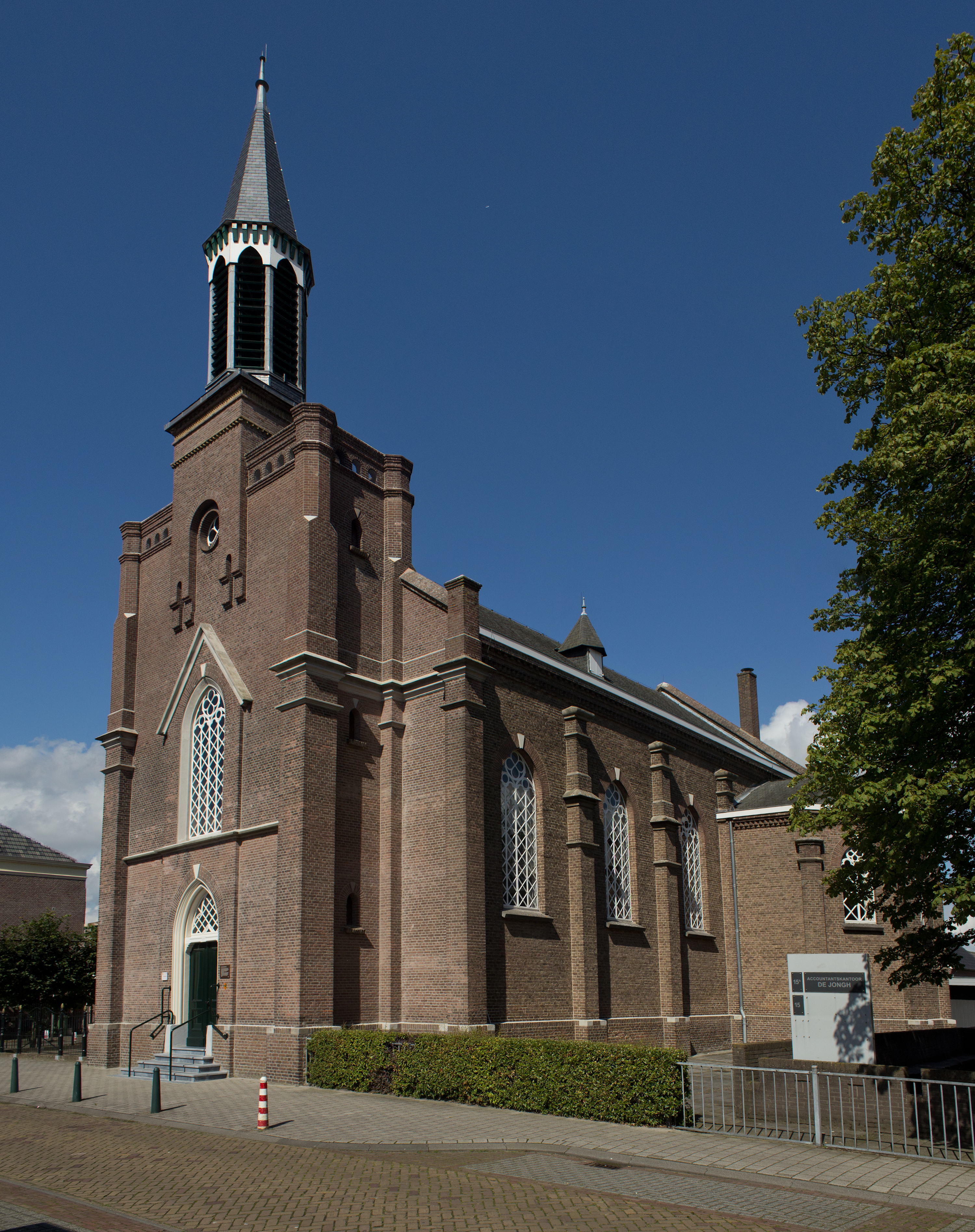
Emmakerk

De Emmakerk is een Nederlandse protestantse kerk in de tot de Noord-Brabantse gemeente Geertruidenberg behorende plaats Raamsdonksveer, gelegen aan de Emmastraat 13.

## Geschiedenis
De hervormden kerkten vanaf 1611 in de historische Lambertuskerk te Raamsdonk. In 1878 werden kerkgebouw en interieur door brand zwaar beschadigd. Niet lang daarna besloot men tot de bouw van een kerk in Raamsdonksveer, aangezien daar de meeste gemeenteleden woonden.
Deze kerk werd in 1880 gebouwd naar ontwerp van C. van Seters. Vanaf 2020 werd deze kerk de centrale kerk voor de protestanten van zowel Raamsdonksveer als Raamsdonk en Geertruidenberg. 

## Gebouw
Het is een kerk in eclectische stijl met neogotische stijlelementen. Er is een voorgebouwde toren op rechthoekige plattegrond voorzien van een smalle achtkantige lantaarn en een ranke spits. Het Van Dam-orgel is van 1881.